# گاگیک تساروکیان
گاگیک تساروکیان (ارمنی: Գագիկ Ծառուկյան؛ زادهٔ ۲۵ نوامبر ۱۹۵۶) یک سیاست‌مدار و کارآفرین اهل ارمنستان است. 
تساروکیان در تاریخ ۳۰ آوریل ۲۰۰۴ حزب ارمنستان شکوفا را بنیانگذاری نموده‌است. 
وی از چهره‌های سیاسی، اقتصادی و ورزشی پرنفوذ ارمنستان و از متحدین سرژ سارگسیان رئیس‌جمهور پیشین ارمنستان بود.
گاگیک تساروکیان ریاست کمیته المپیک ارمنستان را برعهده دارد. وی نماینده دوره‌های سوم تا هفتم مجلس ملی جمهوری ارمنستان بوده‌است.

## نگارخانه

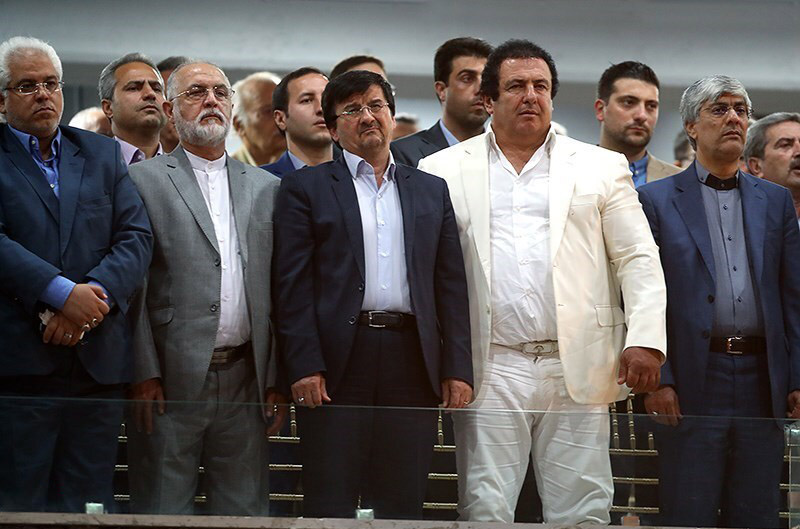
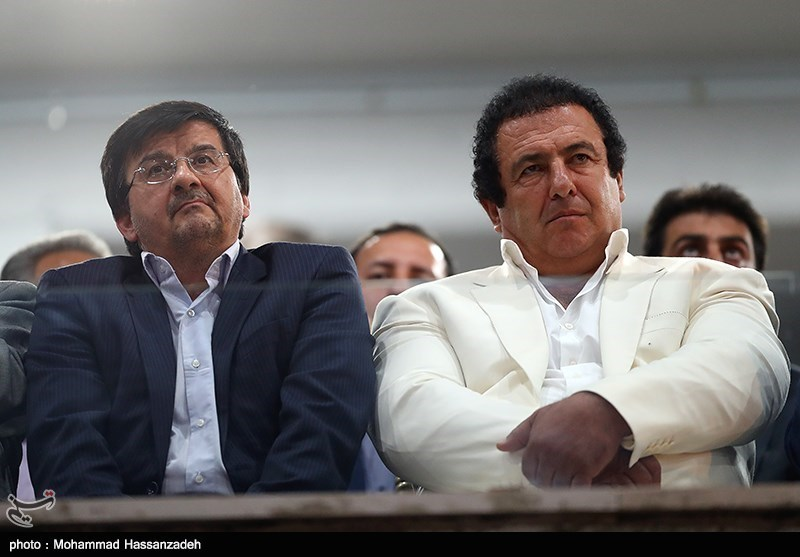